# Icy (canção de Itzy)
"Icy" é uma canção do girl group sul-coreano Itzy de seu extended play (EP) de estreia, intitulado It'z Icy. Foi lançado pela JYP Entertainment como single principal em 29 de julho de 2019. Uma versão em inglês de "Icy" foi incluída no primeiro EP em inglês de Itzy, Not Shy (English Ver.), enquanto uma versão em japonês foi incluída em seu primeiro álbum de compilação It'z Itzy com letras escritas por D&H.
Comercialmente, a canção alcançou a décima posição na Gaon Digital Chart, rendendo a Itzy seu segundo hit entre o top dez depois de "Dalla Dalla". Também liderou a Billboard K-pop Hot 100, sua primeira canção número um na parada. Após o lançamento de It'z Icy, Itzy promoveu a canção com apresentações ao vivo em vários programas de televisão musical sul-coreanos e acumulou doze troféus de programas musicais.

## Composição
"Icy" foi escrita por J. Y. Park e Penomeco. A canção foi escrita em Ré maior e tem um andamento de 125 batidas por minuto. Foi descrita como uma "canção de verão ardente e enérgica que promove as paixões do quinteto sobre a música". Em uma apresentação, Itzy descreveu a canção como uma extensão do primeiro disco do grupo, "Dalla Dalla", compartilhando significados semelhantes, mas com um ar mais festivo e otimista. A letra do pré-refrão, composta de frases como "Gelada, mas estou pegando fogo" e "Olhe para mim, eu não sou mentirosa", serve como o caminho para o refrão dinâmico da canção e, de acordo com Tamar Herman da Billboard, "pode muito bem ser o hino do girl group".

## Recepção crítica
Pop Crush incluiu "Icy" na sua lista de melhores canções de 2019, escrevendo que "é uma canção que deve parecer esmagadora em teoria, mas é perfeitamente equilibrada com vocais fortes, criando uma faixa de dança efervescente que capacita os ouvintes a confiar e acreditar em si mesmos.

## Videoclipe
O videoclipe da faixa-título foi lançado à meia-noite do mesmo dia e acumulou 18,1 milhões de visualizações em 24 horas. O videoclipe foi classificado em 7º lugar no Vídeo Musical mais Popular do YouTube em 2019 na Coreia do Sul, a segunda canção do grupo a entrar na lista, com "Dalla Dalla" em segundo lugar. Em dezembro de 2023, ele possuía mais de 260 milhões de visualizações e 3,7 milhões de curtidas no YouTube. O videoclipe de "Icy" foi filmado em Los Angeles.

## Reconhecimentos
| Crítico/Publicação | Lista                                                      | Posição | Ref.   |
| ------------------ | ---------------------------------------------------------- | ------- | ------ |
| YouTube            | Os 10 vídeos musicais mais vistos de 2019 na Coreia do Sul | 7       | [ 12 ] |

### Prêmios e indicações
| Ano  | Premiação               | Categoria             | Resultado | Ref.   |
| ---- | ----------------------- | --------------------- | --------- | ------ |
| 2020 | Gaon Chart Music Awards | Canção do Ano – Julho | Indicado  | [ 15 ] |

### Prêmios em programas musicais
| Programa         | Data                 | Ref.   |
| ---------------- | -------------------- | ------ |
| Show Champion    | 7 de agosto de 2019  | [ 16 ] |
| Show Champion    | 14 de agosto de 2019 | [ 17 ] |
| Show Champion    | 21 de agosto de 2019 | [ 18 ] |
| M Countdown      | 8 de agosto de 2019  | [ 19 ] |
| M Countdown      | 22 de agosto de 2019 | [ 20 ] |
| Show! Music Core | 10 de agosto de 2019 | [ 21 ] |
| Show! Music Core | 17 de agosto de 2019 | [ 22 ] |
| Show! Music Core | 24 de agosto de 2019 | [ 23 ] |
| Inkigayo         | 11 de agosto de 2019 | [ 24 ] |
| Inkigayo         | 25 de agosto de 2019 | [ 25 ] |
| Music Bank       | 16 de agosto de 2019 | [ 26 ] |
| Music Bank       | 23 de agosto de 2019 | [ 27 ] |

## Desempenho comercial
"Icy" estreou na posição de número 11 da Gaon Digital Chart, mais tarde chegando a posição de número 10 na segunda semana, dando ao grupo sua segunda canção no top dez. "Icy" também estreou na posição de número 2 da Gaon Download Chart. Também alcançou o número 1 e 7 nas paradas K-pop Hot 100 e World Digital Song Sales da Billboard, respectivamente.

## Desempenho nas paradas musicais

### Paradas semanais
| Parada musical (2019)                               | Melhor posição |
| --------------------------------------------------- | -------------- |
| Coreia do Sul (Gaon)                                | 10             |
| Coreia do Sul (K-pop Hot 100)                       | 1              |
| Estados Unidos (Billboard World Digital Song Sales) | 7              |
| Filipinas (Philippine Hot 100)                      | 38             |
| Japão (Japan Hot 100)                               | 34             |
| Singapura (RIAS)                                    | 11             |

### Paradas mensais
| Parada musical (2019) | Posição |
| --------------------- | ------- |
| Coreia do Sul (Gaon)  | 12      |

### Paradas de fim de ano
| Parada musical (2019) | Posição |
| --------------------- | ------- |
| Coreia do Sul (Gaon)  | 99      |

## Certificações
| Região                                                       | Certificação | Unidades/vendas |
| ------------------------------------------------------------ | ------------ | --------------- |
| Japão (RIAJ)                                                 | Prata        | 30,000,000‡     |
| ‡vendas+valores de streaming baseados apenas na certificação |              |                 |

## Histórico de lançamento
| Região | Data                | Formato                    | Gravadora         | Ref.   |
| ------ | ------------------- | -------------------------- | ----------------- | ------ |
| Várias | 29 de julho de 2019 | Download digital streaming | JYP Entertainment | [ 39 ] |